# Rudnik nad Sanem
Rudnik nad Sanem é um município da Polônia, na voivodia da Subcarpácia e no condado de Nisko. Estende-se por uma área de 36,6 km², com 6 710 habitantes, segundo os censos de 2019, com uma densidade de 183,33 hab/km².